# Vanhartenidia
Vanhartenidia  Lelej, 2006 — род ос-немок из подсемейства Mutillinae.

## Распространение
Встречаются от Восточной Африки до Индии. Азия (Аравия, Йемен) и Афротропика (Сомали, Судан, Чад, Эритрея, Эфиопия).

## Описание
Мелкие осы (6—12 мм). Голова шире груди. Глаза выступающие над головой. У самцов 13-члениковые усики, у самок — 12-члениковые. Тело в густых волосках. Самка осы пробирается в чужое гнездо и откладывает яйца на личинок хозяина, которыми кормятся их собственные личинки.

## Систематика
Около 10 видов. Относится к трибе Trogaspidiini. Род был описан и назван российским гименоптерологом А. С. Лелеем в честь Antonius van Harten, коллекционера ос-немок из Йемена. В состав нового рода также были переведены виды из других родов: Eotrogaspidia (E. dives — Lelej & Osten 2004), Dentotilla (D. unguiculata — Nonveiller 1995) и Trogaspidia (T. tricolor, T. unguiculata pyrrhospilota, T. unguiculata kassalana — Bischoff 1920).
- Vanhartenidia arabica Lelej, 2006 — Йемен
- Vanhartenidia dives (Smith, 1855) — Индия, Пакистан, Иран (=Eotrogaspidia dives)
- Vanhartenidia felix Lelej, 2006 — Йемен
- Vanhartenidia kassalana (Bischoff, 1920)[2] — Судан (=Trogaspidia kassalana)
- Vanhartenidia pyrrhospilota (Bischoff, 1920) — Джибути, Эритрея (=Trogaspidia pyrrhospilota)
- Vanhartenidia tihama Lelej, 2006 — Йемен
- Vanhartenidia tricolor (Klug, 1829) — Аравия, Эритрея, Эфиопия (=Trogaspidia tricolor)
- Vanhartenidia unguiculata (Magretti, 1883) — Джибути, Сомали, Чад, Эритрея (=Dentotilla unguiculata)